# Baumix
Baumix este o companie producătoare de mortare uscate din România, înființată în anul 2002, și deținută de Augustin Russu.
Baumix deține două fabrici de mortare adezive, la Ploiești și Gherla, ultima fiind achiziționată în 2007, prin preluarea firmei Siegel Chemicals.
Capacitățile fabricilor sunt de 7.000 de tone lunar la Ploiești 28.000 de tone lunar la Gherla.
Compania produce sisteme de placări ceramice, sisteme pentru finisarea pardoselilor, a pereților, cât și sisteme pentru termoizolații.
Adezivii ocupă 70% din totalul vânzărilor, restul fiind acoperit de gleturi, mortare, chituri și rosturi.
Număr de angajați în 2008: 128
Cifra de afaceri:
- 2009: 36 milioane lei[6]
- 2008: 40 milioane lei (10,8 milioane euro)[1][7]
- 2007: 8 milioane euro[8]